# Pituophis
Pituophis – rodzaj węży z podrodziny Colubrinae w rodzinie połozowatych (Colubridae). 

## Zasięg występowania
Rodzaj obejmuje gatunki występujące w Kanadzie, Stanach Zjednoczonych, Meksyku, Gwatemali.

## Systematyka

### Etymologia
- Pituophis (Pityophis): gr. πιτυς pitus, πιτυος pituos „sosna”[6]; οφις ophis, οφεως opheōs „wąż”[7].
- Churchilla: Sylvester Churchill (1783–1862), amerykański dziennikarz i oficer Regular Army[3]. Gatunek typowy: Churchilla bellona Baird & Girard, 1852 (= Coluber melanoleucus Daudin, 1803).

### Podział systematyczny
Do rodzaju należą następujące gatunki: 
- Pituophis catenifer
- Pituophis deppei
- Pituophis insulanus
- Pituophis lineaticollis
- Pituophis melanoleucus
- Pituophis ruthveni
- Pituophis vertebralis